# Mohamed El-Sergani
Mohamed Emad El-Sergani (1 de enero de 1991) es un deportista egipcio que compitió en taekwondo. Ganó una medalla de oro en el Campeonato Africano de Taekwondo de 2012 en la categoría de –58 kg.

## Palmarés internacional
| Campeonato Africano | Campeonato Africano       | Campeonato Africano | Campeonato Africano |
| Año                 | Lugar                     | Medalla             | Categoría           |
| ------------------- | ------------------------- | ------------------- | ------------------- |
| 2012                | Antananarivo (Madagascar) | Medalla de oro      | –58 kg              |